# باشگاه فوتبال پول تاون
باشگاه فوتبال پول تاون (به انگلیسی: Poole Town Football Club) یک باشگاه فوتبال در شهر پول، انگلستان، کشور انگلستان است که در سال ۱۸۹۰ میلادی تأسیس شده‌است.